# Явленка (Забайкальский край)
Явленка — село в Нерчинско-Заводском районе Забайкальского края России. Административный центр и единственный населённый пункт сельского поселения «Явленское».

## География
Село находится в южной части района, на правом берегу реки Средняя Борзя, к западу от автодороги 76К-011, на расстоянии примерно 45 километров (по прямой) к юго-западу от села Нерчинский Завод. Абсолютная высота — 606 метров над уровнем моря.
Климат
Климат характеризуется как резко континентальный, с продолжительной морозной зимой и относительно коротким тёплым летом. Средняя температура самого тёплого месяца (июля) составляет 18 — 19 °С (абсолютный максимум — 40 °С). Средняя температура самого холодного месяца (января) — −28,9 °С (абсолютный минимум — −53 °С). Годовое количество осадков — 412—420 мм.
Часовой пояс
Село Явленка находится в часовой зоне МСК+6. Смещение применяемого времени относительно UTC составляет +9:00.

## История
Основано в 1733 году. До 1917 года действовали одноклассное училище, сельское управление и торговая лавка. В 1931 году, в ходе коллективизации, был организован колхоз «Богдатский бой», на базе которого, в 1970 году, был создан совхоз «Явленский».

## Население
| 1989 | 2002 | 2010 | 2012 | 2013 | 2014 | 2015 |
| ---- | ---- | ---- | ---- | ---- | ---- | ---- |
| 898  | ↘787 | ↘698 | ↘697 | ↘665 | ↘648 | ↘629 |
| 2016 | 2017 | 2018 | 2019 | 2020 | 2021 |      |
| ↘607 | ↘593 | ↘583 | ↘566 | ↘545 | ↘415 |      |

Половой состав
По данным Всероссийской переписи населения 2010 года в гендерной структуре населения мужчины составляли 50,3 %, женщины — соответственно 49,7 %.
Национальный состав
Согласно результатам переписи 2002 года, в национальной структуре населения русские составляли 98 % из 787 чел.

## Инфраструктура
В селе функционируют средняя общеобразовательная школа, детский сад, библиотека и сельская врачебная амбулатория.

## Улицы
Уличная сеть села состоит из восьми улиц и трёх переулков.